# Igreja Nova (Barcelos)
Igreja Nova ist ein Ort und eine ehemalige Gemeinde (Freguesia) im nordportugiesischen Kreis Barcelos. Die Gemeinde hatte 384 Einwohner (Stand 30. Juni 2011).
Im Zuge der Gebietsreform am 29. September 2013 wurden die Gemeinden Igreja Nova und Alheira zur neuen Gemeinde União das Freguesias de Alheira e Igreja Nova zusammengefasst.